# یواس‌اس لیلاک (۱۸۶۳)
یواس‌اس لیلاک (۱۸۶۳) (به انگلیسی: USS Lilac (1863)) یک کشتی بود که طول آن ۹۲ فوت (۲۸ متر) بود. این کشتی در سال ۱۸۶۳ ساخته شد.